# Мордово-Добринский сельсовет
Мордово-Добринский сельсовет — сельское поселение в Северном районе Оренбургской области Российской Федерации.
Административный центр — село Мордово-Добрино.

## История
Статус и границы сельского поселения установлены Законом Оренбургской области от 2 сентября 2004 года № 1424/211-III-ОЗ «О наделении муниципальных образований Оренбургской области статусом муниципального района, городского округа, городского поселения, установлении и изменении границ муниципальных образований».

## Население
| 2010 | 2012 | 2013 | 2014 | 2015 | 2016 | 2017 |
| ---- | ---- | ---- | ---- | ---- | ---- | ---- |
| 751  | ↘709 | ↘659 | ↘628 | ↘605 | ↘574 | ↘547 |
| 2018 | 2019 | 2020 | 2021 |      |      |      |
| ↘530 | ↗531 | ↘520 | ↘504 |      |      |      |

## Состав сельского поселения
| № | Населённый пункт | Тип населённого пункта       | Население |
| - | ---------------- | ---------------------------- | --------- |
| 1 | Ибряево          | село                         | 225       |
| 2 | Иркуль           | посёлок                      | 54        |
| 3 | Мордово-Добрино  | село, административный центр | 208       |
| 4 | Новоборискино    | село                         | 233       |
| 5 | Пашкино          | посёлок                      | 30        |
| 6 | Шумаково         | посёлок                      | 1         |